# Adapoides
Adapoides es un género extinto de primates del Eoceno medio en Asia, perteneciente a la familia adápidos Está representado por una sola especie: Adapoides troglodytes.